# Gran Premi Eco-Struct
El Gran Premi Eco-Struct és una cursa professional femenina de ciclisme en ruta d'un dia que es disputa anualment a la regió de Schellebelle, (Wichelen), a la regió de Flandes, Bèlgica.
La primera edició es va disputar al 2020, sota el nom de Gran Premi Euromat; formant part del Calendari UCI Femení i fou guanyada per la neerlandesa Lorena Wiebes.

## Palmarès
| Any  | Vencedor          | Segon            | Tercer              |
| ---- | ----------------- | ---------------- | ------------------- |
| 2020 | Lorena Wiebes     | Charlotte Kool   | Susanne Andersen    |
| 2021 | Lorena Wiebes     | Susanne Andersen | Amber van der Hulst |
| 2022 | Charlotte Kool    | Rachele Barbieri | Lorena Wiebes       |
| 2023 | Amalie Dideriksen | Iara Gillespie   | Mirre Knaven        |
| 2024 | Chiara Consonni   | Anniina Ahtosalo | Daria Pikulik       |